# Spodnje Gruškovje
Spodnje Gruškovje je naselje u slovenskoj Općini Podlehnik. Podklanec se nalazi u pokrajini Dolenjskoj i statističkoj regiji Podravska. 